# خیلی آمریکایی‌ام
«خیلی آمریکایی‌ام» (انگلیسی: So American) ترانه‌ای از خواننده و ترانه‌پرداز آمریکایی، اولیویا رودریگو از آلبوم جرئت (اسپیلد)، نسخه لوکس ۲۰۲۴ آلبوم جرئت (۲۰۲۳) است. متن آن توسط رودریگو و تهیه‌کنندهٔ ترانه، دنیل نیگرو نوشته شده است. این ترانه در ۲۲ مارس ۲۰۲۴ توسط گفن رکوردز به عنوان هفدهمین قطعهٔ نسخه لوکس آلبوم منتشر شد. از نظر موسیقایی، این ترانه ترکیبی از پاپ، موج نو، پاپ راک و راک اند رول است. برخی از نشریات «خیلی آمریکایی‌ام» را به عنوان اولین ترانه عاشقانه در کارنامه کاری رودریگو معرفی کرده‌اند. در این ترانه، رودریگو دربارهٔ داستانی از رابطه‌اش با یک مرد غیرآمریکایی صحبت کرده و او را تحسین می‌کند.

## جدول‌های موسیقی
| جدول (۲۰۲۴)                                         | بالاترین جایگاه |
| --------------------------------------------------- | --------------- |
| استرالیا (ای‌آرآی‌ای)                                 | ۷۶              |
| کانادا (۱۰۰ تک‌آهنگ داغ کانادا)                      | ۵۲              |
| ۲۰۰ آهنگ جهانی (بیلبورد)                            | ۶۶              |
| یونان بین‌المللی (آی‌اف‌پی‌آی)                          | ۹۶              |
| ایرلند (ایرما)                                      | ۱۸              |
| تک‌آهنگ‌های داغ نیوزیلند (آرام‌ان‌زی)                   | ۱۰              |
| تک‌آهنگ‌های بریتانیا (اوسی‌سی)                         | ۲۴              |
| بیلبورد هات ۱۰۰ ایالات متحده                        | ۵۸              |
| ترانه‌های داغ راک و آلترناتیو ایالات متحده (بیلبورد) | ۷               |

| جدول (۲۰۲۴)                                         | جایگاه |
| --------------------------------------------------- | ------ |
| ترانه‌های داغ راک و آلترناتیو ایالات متحده (بیلبورد) | ۶۹     |